# Музей Кармен Тіссен (Малага)

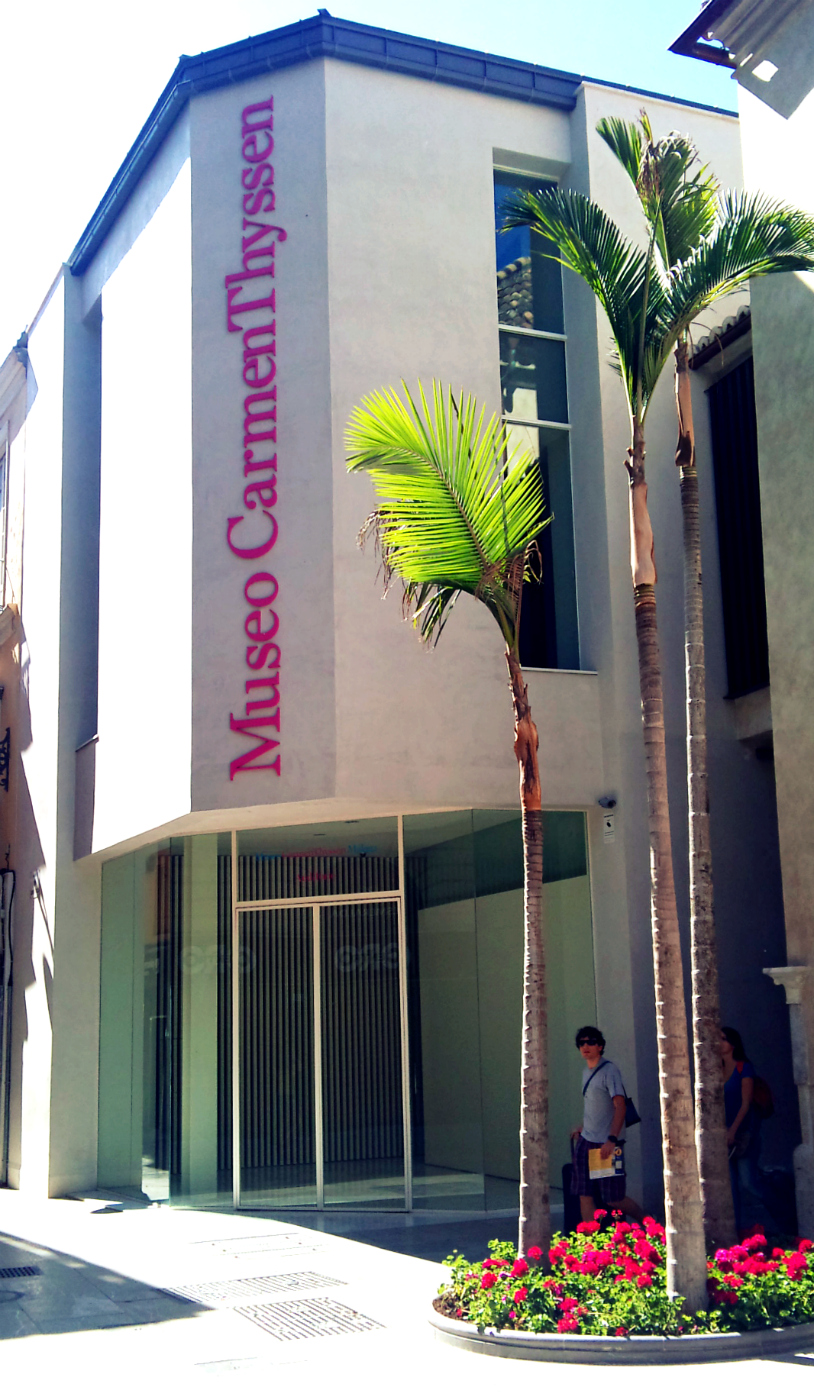
Музей Кармен Тіссен в Малазі

Музей Кармен Тіссен (ісп. Museo Carmen Thyssen) - художній музей в  Малазі. Колекція музею, в якій переважають роботи іспанських і, особливо, андалуських художників XIX століття з власної колекції вдови барона Ганса Генріха Тіссена-Борнеміси Кармен Сервери.
Музей, розташований у палаці Вільялон XVI століття, відкрив свої двері для публіки 24 березня 2011. Відповідно до угоди між Серверами та мерією міста колекція експонується до 2025 з можливістю продовження терміну угоди.